# X Normae
X Normae är en pulserande variabel av Mira Ceti-typ (M) i stjärnbilden Vinkelhaken. 
Stjärnan varierar mellan bolometrisk magnitud +12,52 och 13,5 med en period av 520,2 dygn.